# Dejan Musli
Deixen Musli (ciríl·lic: Дејан Мусли, nascut 3 de gener de 1991) és un jugador professional de bàsquet serbi que ha jugat a diferents equips de la lliga ACB. Mesura 2,13 m i juga en la posició pivot.